# 마왕 (2007년 드라마)
《마왕》(魔王)은 2007년 3월 21일부터 2007년 5월 24일까지 KBS2에서 방영된 20부작 수목 미니시리즈인데 2007년 12월 열린 제 20회 한국방송작가상 드라마 부문 최종 후보에 올랐으나 복잡한 구성, 현실성 부재 등의 이유로 탈락했다.

## 개요
본 드라마는 소년 시절에 일어난 비극적인 사건으로 숙명적 대결을 펼치는 두 남자와 사이코메트리 능력을 가진 초능력자 여자에 관한 이야기를 모티브로 하는 서스펜스 드라마이다. 이들이 펼치는 지독한 투쟁과 진실 찾기를 통해 과연 인간의 선과 악은 무엇이며 인생의 행불행은 어떻게 만들어지고 지켜지는지에 대한 의미를 되짚어보고자 한다.
사소한 불장난에도 인간은 화상을 입는다. 그 흔적은 오래오래 남아 사람의 인생을 지배한다. 특히 청소년 시절의 경험은 인간의 가치관 형성에 지대한 영향을 준다. 여기 사소하게 시작되어 큰 비극을 불러온 사건 속에 던져졌던 가해자와 피해자 그리고 의문의 목격자가 있다.
드라마 <마왕>은 사회전반에 깔려있는 사회적 약자에 대한 크고 작은 무심한 폭력과 차별이 인간을 얼마나 불행하게 하고, 영혼을 황폐하게 만드는지, 그로 인해 피해자 가해자 모두가 치러야 하는 희생의 대가가 얼마나 아픈 것인가에 대한 경각심을 심어주고자 한다. 또한 어떤 악의나 불의 앞에서도 자신의 인간다움을 지켜내는 것이야말로 진정한 정의라는 사실을 전달하고자 한다.

## 등장 인물

### 주요 인물
- 엄태웅 : 강오수 역 (아역 : 서준영)
- 신민아 : 서해인 역 (아역 : 고주연)
- 주지훈 : 오승하(정태성) 역 (아역 : 곽정욱)

### 오수의 주변 인물
- 정동환 : 강동현 역
- 주진모 : 반창호 역
- 최덕문 : 강희수 역
- 한정수 : 윤대식 역 (아역 : 김민규)
- 김영재 : 나석진 역 (아역 : 설성민)
- 오용 : 라틴순기 역 (아역 : 최재환)
- 조재완 : 김영철 역 (아역 : 오현철)
- 윤혜경 : 연지후 역
- 박그리나 : 박 역
- 김영준 : 신재민 역

### 해인의 주변 인물
- 이보희 : 여순옥 역
- 이은 : 공주희 역

### 승하의 주변 인물
- 김규철 : 차광두 역
- 임승대 : 황수곤 역

### 그 외 인물
- 박철호 : 정태훈 역
- 박광정 : 모인호 역
- 유연수 : 조동섭 역
- 김경익 : 성준표 역
- 이민희 : 정소라 역
- 김효진 : 정태훈과 정태성의 어머니 역
- 전예서 : 오승희 역
- 이성민 : 황대필 역
- 정석규 : 택시기사 역
- 김종호 : 김순기 사건의 재판장 역
- 신선희 : 조동섭과 3개월 전에 헤어진 여자 역
- 원종례 : 권현태의 부인 역
- 민준현 : 반창호를 인터뷰 하는 기자 역
- 김선은 : 반창호를 인터뷰 하는 기자 역
- 지성근 : 이봉규 역
- 김난영 : 강오수가 표준성이 살고 있는지 물어본 집의 거주인 역
- 김추월 : 소라의 엄마가 일하는 식당 사장 역
- 이안나
- 조은빛 : 보람 역
- 전일범 : 부검의 역
- 이종구
- 신종훈 : 물품보관함 CCTV 관계자 역
- 민병애 : 동문슈퍼 주인 역
- 홍승범 : 정태성이 졸업한 학교 직원 역
- 김민진 : 공사장 인부가 택배를 보낸 편의점 직원 역
- 유옥주 : 김영철의 어머니 역
- 김민채 : 동문슈퍼 할아버지가 입원한 병원의 의사 역
- 김연수 : 오승희가 있는 요양원의 간호사 역
- 박팔영 : 형사과장 역
- 손희순 : 윤대식 사건 재판에 참석한 가족 역
- 전나연 : 윤대식 사건 재판에 참석한 가족 역
- 윤영목 : 민이범 역

### 특별출연
- 이도련 : 권현태 역

## 제작진
- 책임프로듀서 : 이덕건
- 프로듀서 : 전창근
- 연출 : 박찬홍
- 극본 : 김지우
- 제작사 : 올리브나인
- 촬영감독 : 권혁균
- 조명감독 : 정길용
- 무술감독 : 박주천
- 편집감독 : 김영흥
- 특수영상감독 : 박준균
- 음악감독 : 박학기
- 음향효과감독 : 박종천
- 미술감독 : 이용탁

## 이모저모
- 엄태웅은 캐스팅 단계에서 오승하 역을 맡을 수도 있었으나, 고민 끝에 강오수 역을 맡기로 하였다.[2]

## 일본 리메이크
일본에서 같은 제목으로 리메이크하여 2008년 7월 4일부터 9월 12일까지 TBS에서 매주 금요일 10시부터 10시 54분까지에 방영되었다. 드라마의 홍보 문구는 ‘발신인 불명의 타로 카드가 도착했을 때, 연속 살인의 막이 시작된다.’다.

## 같이 보기
- 박찬홍 연출, 김지우 극본의 복수 3부작
  - 2005년 《부활》
  - 2013년 《상어》